# بنبان إفريقي
بنبان أفريقي (الاسم العلمي: Trachinotus africanus) (بالإنجليزية: Southern pompano)‏ هو نوع من الأسماك يتبع جنس البنبان من فصيلة الشيميات.